# Kerria japonica
Kerria es un género monotípico de arbustos de la familia Rosaceae. Su única especie, Kerria japonica, es originaria del este de Asia.

## Descripción
Es un arbusto caduco perteneciente a la familia de la rosa, nativa del este de Asia, en  China, Japón y Corea. Es nombrado en honor de William Kerr, que introdujo el cultivo  'Pleniflora'. El género científico es también usado como nombre común kerria.
Alcanza 1-3 metros de altura, con ramas arqueadas que a menudo descansa en otra vegetación o en las rocas. Las hojas son alternas, simples de 4-7 cm de longitud con los márgenes serrados. Las flores son de color amarillo brillante, con cinco pétalos. El fruto es un aquenio de 5 mm de longitud.

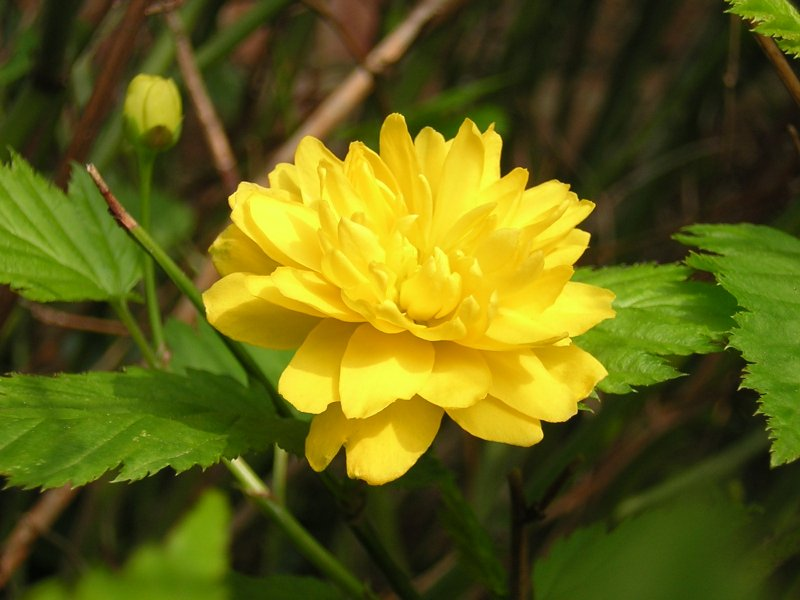
'Pleniflora'

Kerria es una popular planta ornamental en jardines, siendo también conocida popularmente con el nombre de "rosa amarilla japonesa".

## Taxonomía
Kerria fue descrito por Augustin Pyrame de Candolle y publicado en Transactions of the Linnean Society of London 12(1): 156–157, en el año 1817[1818]. La especie tipo es: Kerria japonica (L.) DC. 
Kerria japonica fue descrita por (Linneo) Augustin Pyrame de Candolle y publicado en Transactions of the Linnean Society of London 12(1): 157. 1817[1818].
Sinonimia
- Kerria japonica var. denticulata L.C.Wang y X.G.Sun
- Rubus japonicus L. basónimo[5]
- Corchorus japonicus (L.) Thunb., Fl. jap. 227. 1784.
- Kerria japonica f. typica Nakai, Fl. sylv. kor. 7 :45. 1918.
- Kerria japonica var. typica Makino, Bot. Mag. (Tokyo) 28 : 185. 1914. nm. illeg. non Nakai.
- Corchorus japonic-flore-pleno Andrews, Bot. Repos. 9: t. 587. 1809.
- Kerria japonica var. floribus-plenis Siebold & Zucc., Fl. jap. 1 : 183. 1841.
- Kerria japonica f. plena C.K.Schneid.,  Ill. Handb. Laubbolzk. 1 : 502. 1906.
- Kerria japonica f. pleniflora (Witte) Rehder,  Bibli. cult. trees 284. 1949.
- Kerria japonica f. semiplena Hayashi, J. Geobot., 22(1): 4. 1974.
- Kerria japonica var. plena Makino, Bot. Mag. (Tokyo) 28 : 185. 1914.
- Kerria japonica var. pleniflora Witte, Flora 261. 1868.
- Kerria tetrapetala Siebold, Verh. Balav. Gen. 12. 69. 1830.

## Nombres comunes
- guirnalda, mosqueta amarilla.[6]